# IRWIN

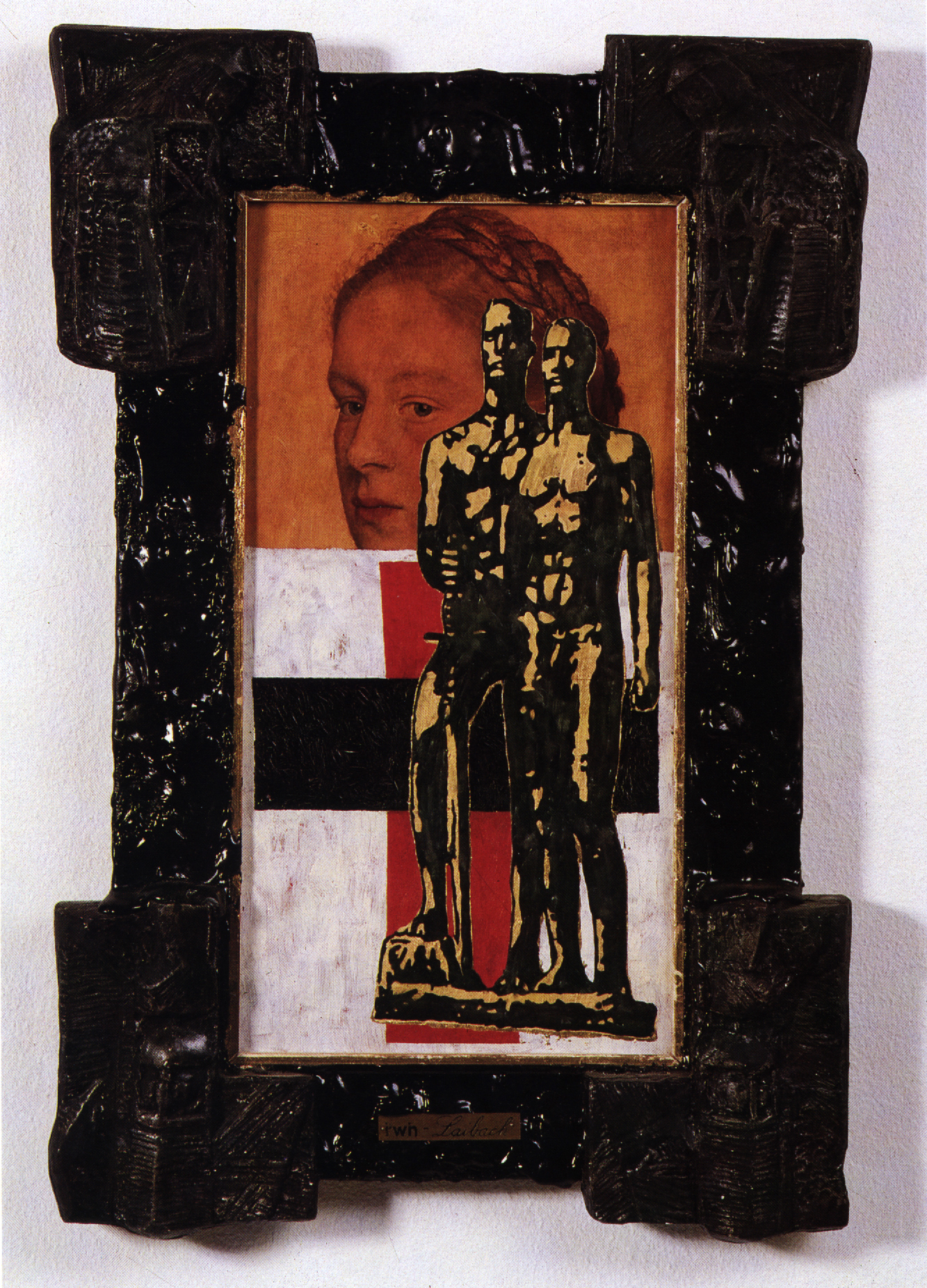
Malevič med dvema vojnama (Malewitsch zwischen zwei Kriegen)
Werkreihe Was ist Kunst (1984)

IRWIN ist ein slowenisches Künstlerkollektiv.
Die Gruppe wurde 1983 in Ljubljana gegründet und betätigt sich als Teil des Kunstkollektivs „Neue Slowenische Kunst“ (NSK) hauptsächlich im Bereich der Malerei.
Die Gruppe selbst bezeichnet ihren Stil als „Retroavantgarde“.

## Gründung
Die Gruppe IRWIN wurde 1983 in Ljubljana im damaligen Jugoslawien von den Malern Dušan Mandič, Miran Mohar, Andrej Savski, Roman Uranjek und Borut Vogelnik gegründet.
Im Jahr 1984 waren IRWIN Mitbegründer des interdisziplinären Kunstkollektivs „Neue Slowenische Kunst“ (NSK) und bildeten innerhalb der (symbolischen) Gesamtstruktur des Kollektivs die „Abteilung für schöne Künste und Malerei“.
Dem Kollektivgedanken der Gruppe folgend betonten IRWIN stets, dass es sich bei IRWIN um ein Kollektiv handelt und ihre Werke nicht die Arbeit einzelner Individuen darstellen. Ihre Werke werden daher nicht wie üblich namentlich signiert, sondern mit einem Stempel als Arbeit des Kollektivs gekennzeichnet.

## Konzept und Entwicklung
IRWIN bezeichnen den Stil ihrer Gruppe sowie auch der gesamten Neuen Slowenischen Kunst als „Retroavantgarde“:

„Retro avant-garde ist die grundlegende künstlerische Vorgehensweise von ‚Neue Slowenische Kunst‘. Sie basiert auf der Prämisse, dass Traumata der Vergangenheit, die sich auf Gegenwart und Zukunft auswirken nur geheilt werden können durch eine Rückkehr zu den ursprünglichen, auslösenden Konflikten. Die moderne Kunst hat bislang noch nicht den Konflikt überwunden, der durch die […] Assimilierung der historischen Avantgardebewegungen in die Systeme totalitärer Staaten entstand. Die übliche Wahrnehmung der Avantgarde als fundamentales Phänomen des 20. Jahrhunderts ist belastet durch Ängste und Vorurteile. Einerseits wird diese Periode naiv glorifiziert und mystifiziert, während andererseits ihr Missbrauch, ihre Kompromisse und Fehler mit bürokratischer Genauigkeit gezählt werden, um uns daran zu erinnern, dass sich eine derartig grandiose Verblendung niemals wiederholen darf.“

Das künstlerische Konzept von IRWIN und NSK bestand dementsprechend in der künstlerischen Auseinandersetzung mit den (totalitären) Ideologien des 20. Jahrhunderts und deren Wechselwirkungen mit der Kunst. Diese Auseinandersetzung basierte dabei jedoch nicht auf Ironie, Satire oder kritischer Distanz, sondern – ganz im Gegenteil – auf einer „affirmativen Überidentifizierung“. Konkret kann dies so verstanden werden, dass die Gruppe mit dem Vorsatz auftrat, „totaler als der Totalitarismus“ zu sein.
Der slowenische Philosoph Slavoj Žižek umschrieb diese außergewöhnliche, exorzistisch anmutende Herangehensweise als „das Phantasma durchqueren“.
Die Werke von IRWIN zeichnen sich diesem Konzept folgend vor allem durch die Verwendung von Symbolen, Zeichen, Bildern und Ikonen aus unterschiedlichsten künstlerischen und politisch-historischen Kontexten, insbesondere (aber nicht ausschließlich) der totalitären Ideologien des 20. Jahrhunderts, welche in vordergründig widersprüchlich erscheinender Weise miteinander verknüpft werden. Durch die damit einhergehende völlige Aufhebung eines greifbaren Kontextes soll der Betrachter zur Reflexion über die Wirkung auf ihn selbst, die unterbewusst transportierten Inhalte und seinen eigenen Standpunkt dazu angeregt werden.
Die von IRWIN zitierten Bilder entstammen hauptsächlich der russischen Avantgarde und dem Suprematismus Kasimir Malewitschs, christlicher Ikonographie, slowenischem Kulturerbe sowie Elementen faschistischer und stalinistischer Kunst und Propaganda.
Bereits ab Mitte der 1980er Jahre wurden IRWIN auch über Jugoslawien hinaus bekannt und stellten ihre Werke in zahlreichen Einzelausstellungen in Europa und Nordamerika aus.

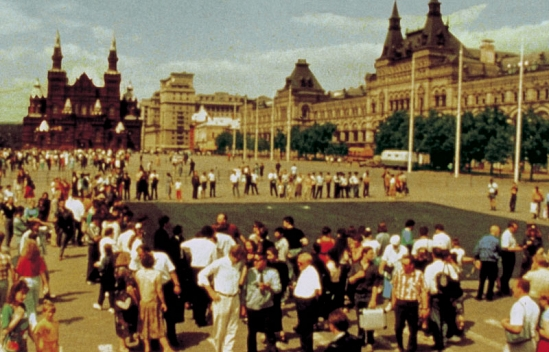
Black Square on Red Square
Moskau, 1992

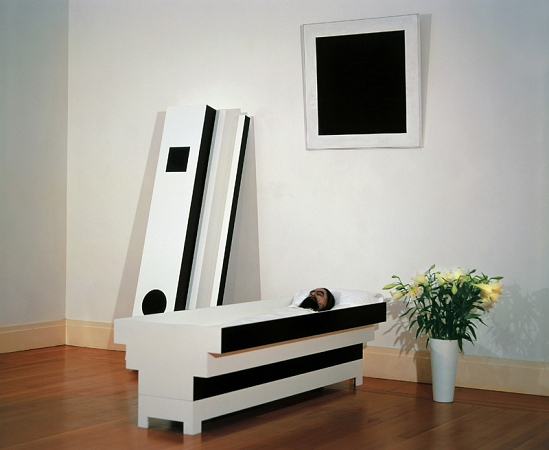
Corpse of Art
Hamburger Kunsthalle, 2002

Obwohl es sich bei den Künstlern der Gruppe IRWIN hauptsächlich um Maler handelt, betätigte sich die Gruppe neben der reinen Malerei auch im Bereich der Objektkunst, Installation und Aktionskunst und arbeitete dabei auch mit anderen Künstlern der NSK zusammen, von Theaterproduktionen bis hin zu Musikvideos.
So schufen IRWIN unter anderem 1992 gemeinsam mit Michael Benson den „Black Square on Red Square“, ein schwarzes Viereck aus Stoff mit 22 Metern Kantenlänge auf dem Roten Platz in Moskau sowie 2002 in der Hamburger Kunsthalle eine Rekonstruktion der seinerzeit künstlerisch nach testamentarischen Vorgaben des Künstlers gestalteten Aufbahrung Malewitschs als Hommage an Kasimir Malewitsch und den Suprematismus.
Am 21. April 2004 erhielten IRWIN in Ljubljana den Jakopic Award, den höchsten jährlich vergebenen Preis der slowenischen Kunstwissenschaften.

## IRWIN und der „NSK-Staat“
Bereits ab ihrer Gründung 1984 hatte sich die Neue Slowenische Kunst in Anlehnung an ihr Prinzip der „Retroavantgarde“ (zumindest symbolisch) nach außen eine bewusst strikte und damit totalitär und staatsähnlich wirkende Organisationsstruktur gegeben. Im Jahr 1992 erklärte die Neue Slowenische Kunst in Fortführung dieser Idee ihre Umwandlung von einem Kollektiv in einen Staat („State in Time“). Dieser Staat sollte „keine Grenzen und kein Territorium“ haben, sondern als „abstrakter Organismus und suprematistischer Körper“ aufgefasst werden. IRWIN waren an der Entwicklung dieser Idee sowie daraus resultierenden weiterführenden Projekten wie „NSK Embassy Moscow“ (1992), „NSK STAAT Berlin“ (1993), „NSK DRZAVA Sarajevo“ (1994/95), „Transnacionala – Eine Reise vom Osten in den Westen“ (1996) und „EAST ART MAP“ (2002) maßgeblich beteiligt.

## Ausgewählte Einzelausstellungen

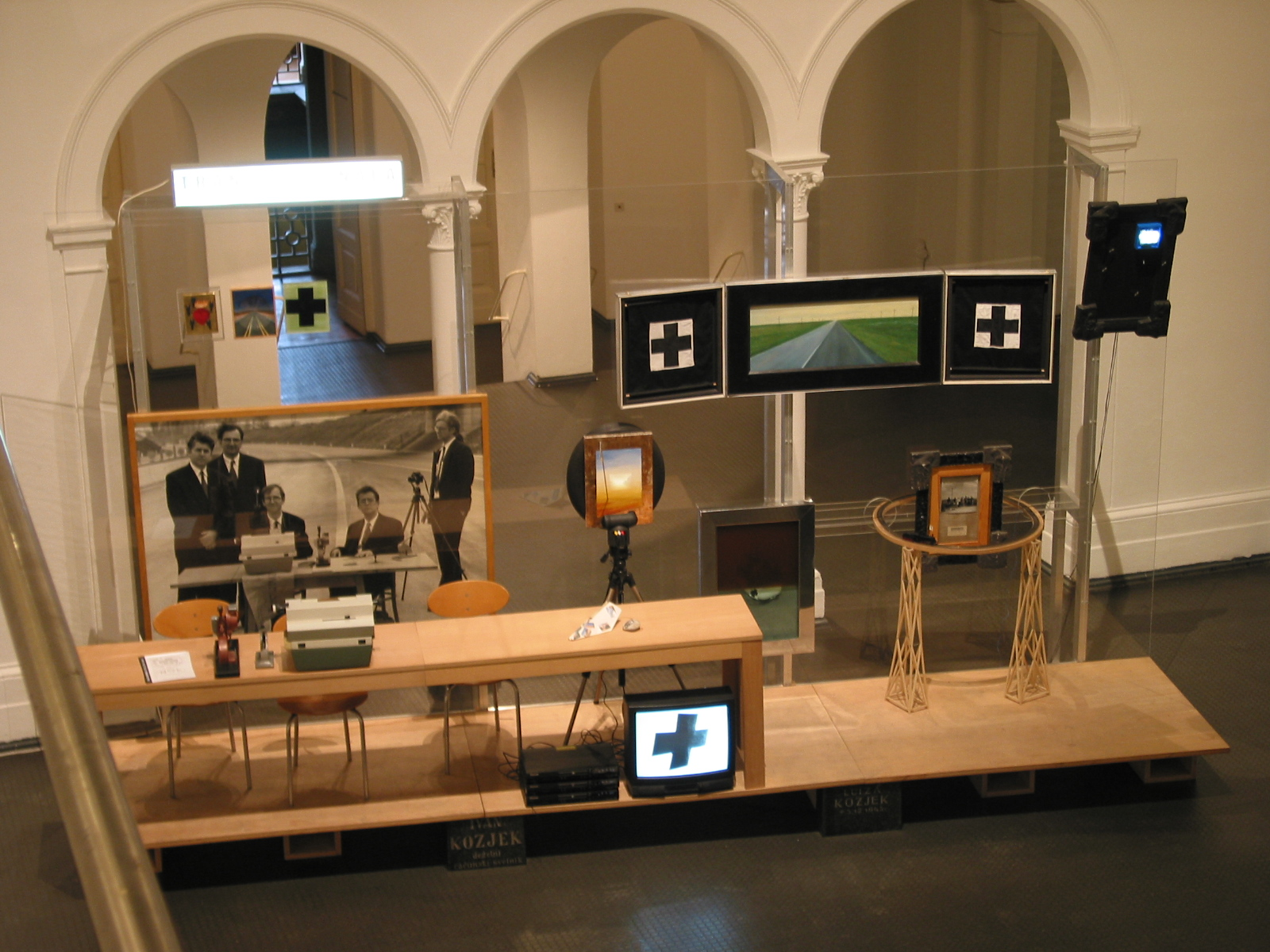
Transnacionala (NSK Passport Office)
Ausstellung RETROPRINCIP, Berlin (2003)

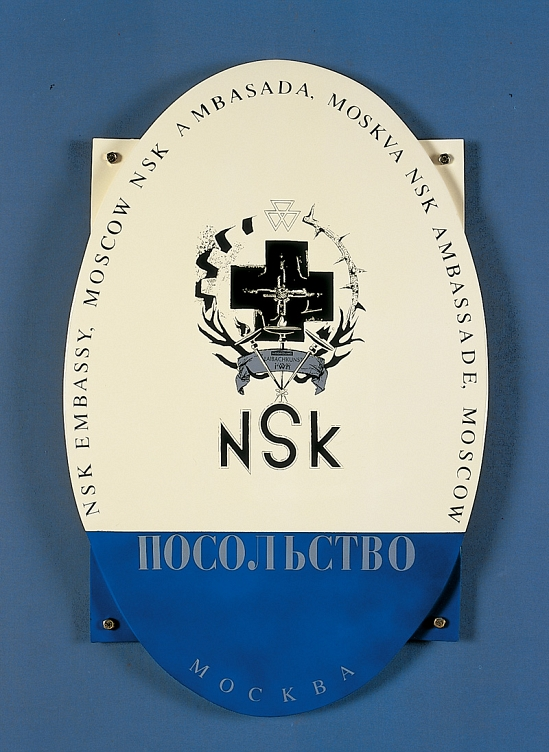
NSK Embassy Moscow
Moskau (1992)

- Was ist Kunst, Galeria ŠKUC, Ljubljana (1985)
- Riverside Gallery, London (1986) – Katalog
- Centre National des Artes Plastiques, Paris (1988) – Katalog
- Bess Cutler Gallery, New York (1989)
- Städtische Kunsthalle, Düsseldorf (1989) – Katalog
- Monteserrat College of Art, Boston (1990) – Katalog
- Kapital, District of Columbia Arts Center, Washington D.C. (1991) – Katalog
- Kapital, Clocktower Gallery, New York (1991) – Katalog
- Kapital, Beursschouwburg, Brüssel (1992) – Katalog
- Laibach Irwin, Galerija Dante Marino Cettina, Umag (1992)
- NSK Embassy Moscow, Apt Art and Ridzina Gallery, Moskau (1992) – Katalog
- Consulato NSK Firenze, Hotel Ambasciatori, Florenz (1993)
- Irwin – NSK Moscow Interior, Center on Contemporary Art, Seattle (1993)
- NSK Konzulat Umag, Galerija Dante, Umag (1994) – Katalog
- NSK Passport Office (als Teil des Projekts NSK Staat Sarajevo), National Theater, Sarajevo (1995)
- Transnacionala, Atlanta (1996) – Katalog
- Transnacionala Köln, Galerie Inge Baecker, Köln (1997)
- Interior of the Planit, Tramway, Glasgow (1997)
- Three Projects, CCA Ujazdowski Castle, Warschau (1998) – Katalog
- Irwin State, 359° Gallery, Skopje (2000) – Katalog
- NSK Garda Prague, MXM Gallery, Prag (2000) – Katalog
- Irwin Live, Museum of Modern Art, Ljubljana (2000)
- Retroavantgarde, Obala Art Centar, Sarajevo (2001) – Katalog
- NSK Garda Prishtina, Exit, Prishtina (2002)
- Rekapitulacija, Museum Ostdeutsche Galerie, Regensburg (2002) – Katalog
- Retroprincip 1983–2003, Künstlerhaus Bethanien, Berlin (2003) – Katalog
- Icons, Galerie Inge Baecker, Köln (2003)
- Was ist Kunst, IRWIN?, HMKV Dortmund 2023

## Filme
- Michael Benson: Predictions of Fire – A film about art, politics and war, Kinetikon Pictures 1996